# E Più Ti Penso
"E Più Ti Penso" é uma canção italiana originalmente composta por Ennio Morricone, Mogol e Tony Renis para o filme Once Upon a Time in America, de 1984, dirigido por Sergio Leone. A canção foi regravada pelo tenor italiano Andrea Bocelli em dueto com a cantora estadunidense Ariana Grande em 2015. O single foi lançado em 1 de outubro de 2015, servindo como single principal de seu álbum Cinema.
A canção estreou em primeiro lugar na Billboard Classical Digital Songs, tornando-se consequentemente a primeira aparição de Ariana Grande na tabela.

## Videoclipe
O videoclipe da canção, estrelando Bocelli e Grande, foi lançado oficialmente em 13 de outubro de 2015 no canal oficial do tenor italiano na Vevo. O videoclipe tem como cenário as cidades de Roma, onde está Bocelli, e Tóquio, onde está Grande.

## Faixas
- Download digital

1. "E Più Ti Penso (From Once Upon a Time in America)" – 4:27

## Desempenho nas tabelas musicais
| Tabela (2015)                               | Melhor posição |
| ------------------------------------------- | -------------- |
| Estados Unidos (US Classical Digital Songs) | 1              |